# 음력 9월 3일
음력 9월 3일은 음력 9월의 3번째 날이다.

## 사건
- 1992년 - 대한민국 노태우 대통령이 중국을 방문, 북경 인민대회당에서 양상쿤(楊尙昆) 주석과 사상 첫 한중정상회담

## 탄생
- 1661년 - 조선 19대 국왕 숙종의 정비 인경왕후.
- 1958년 - 대한민국의 배우 조형기.
- 1985년 - 대한민국의 아나운서 이각경.
- 1986년 - 대한민국의 배우 유아인.
- 1991년 - 대한민국의 배우 김슬기.
- 1994년 - 대한민국의 배우 윤지원.
- 1997년 - 대한민국의 가수 유주 (여자친구).
- 2000년 - 대한민국의 배우 윤서아.

## 같이 보기
- 음력 360일: 1월 2월 3월 4월 5월 6월 7월 8월 9월 10월 11월 12월
- 전날:9월 2일 다음날:9월 4일 - 전달:8월 3일 다음달:10월 3일
- 양력:9월 3일
- 음력, 윤달